# Henrik Jakobsen
Henrik Jakobsen (født 16. december 1992 i Lørenskog) er en norsk håndboldspiller, der spiller for GOG i Herrehåndboldligaen og Norges herrehåndboldlandshold. Han var med til at vinde VM-sølv med det norske landshold ved VM i herrehåndbold 2019 i Tyskland/Danmark.
Jakobsens gennembrud kom i 2015 hvor han både debuterede for det norske landshold og skiftede til den danske topklub GOG. Efter tre sæsoner, som en central forsvarsspiller for holdet og tre bronzemedaljer, skiftede han til fransk håndbold i Fenix Toulouse Handball. Her blev det også tre sæsoner inden han skiftede til en anden fransk ligaklub i USAM Nîmes Gard. I sommeren 2022 skiftede han tilbage til danske GOG.